# Мілова (станція)
Мі́лова — вантажно-пасажирська залізнична станція Луганської дирекції Донецької залізниці на лінії Іллєнко — Родакове.
Має 2 пасажирські платформи. Електрифікована постійним струмом 2007 року.
Розташована у с. Сабівка Слов'яносербського району Луганської області між станціями Імені Кашпарова М.А. (8 км) та Родакове (9 км).
Через військову агресію Росії на сході Україні транспортне сполучення припинене, водночас керівництво так званих ДНР та ЛНР заявляло про запуск електропоїзда сполученням Луганськ — Ясинувата, що підтверджує сайт Яндекс.